# Anatolij Abramow (aktor)
Anatolij Wasiljewicz Abramow (ros. Анатолий Васильевич Абрамов; ur. 1915, zm. 1983) – radziecki aktor, Zasłużony Artysta Rosyjskiej Federacyjnej Socjalistycznej Republiki Radzieckiej (1953). 

## Życiorys
Absolwent Leningradzkiego Instytutu Teatralnego (1937). Od 1937 występował na scenach różnych teatrów. uczestnik II wojny światowej. Od 1945 aktor Teatru Nowego w Leningradzie (od 1953 Leningradzki Teatr im. Lensowieta). W latach 1961–1975 w trupie Wielkiego Teatru Dramatycznego. Od 1975 na emeryturze. Występował w filmach kinowych (Wiesna w Moskwie, 1953; Pedagogiczeska poema, 1955; Szofior poniewole, 1958; Udar! Jeszczio udar!, 1968; Karpuchin, 1972; Ogniennoje dietstwo, 1976; Sol ziemli, 1978 и inne) .